# Лейксайд (Вірджинія)
Лейксайд (англ. Lakeside) — переписна місцевість (CDP) в США, в окрузі Генрайко штату Вірджинія. Населення — 12 203 особи (2020).

## Географія
Лейксайд розташований за координатами 37°36′47″ пн. ш. 77°28′38″ зх. д. / 37.61306° пн. ш. 77.47722° зх. д. (37.613092, -77.477111).  За даними Бюро перепису населення США в 2010 році переписна місцевість мала площу 11,39 км², з яких 11,21 км² — суходіл та 0,18 км² — водойми.

## Демографія
Згідно з переписом 2010 року, у переписній місцевості мешкало 11 849 осіб у 5222 домогосподарствах у складі 2871 родини. Густота населення становила 1040 осіб/км².  Було 5680 помешкань (499/км²).
Расовий склад населення:
| - 74,4 % — білих - 16,7 % — чорних або афроамериканців - 2,6 % — азіатів - 0,4 % — корінних американців - 3,4 % — осіб інших рас |

До двох чи більше рас належало 2,4 %. Частка іспаномовних становила 7,6 % від усіх жителів.
За віковим діапазоном населення розподілялося таким чином: 20,3 % — особи молодші 18 років, 66,0 % — особи у віці 18—64 років, 13,7 % — особи у віці 65 років та старші. Медіана віку мешканця становила 38,0 року. На 100 осіб жіночої статі у переписній місцевості припадало 89,6 чоловіків;  на 100 жінок у віці від 18 років та старших — 84,4 чоловіків також старших 18 років.
Середній дохід на одне домашнє господарство  становив 58 024 долари США (медіана — 45 088), а середній дохід на одну сім'ю — 67 191 долар (медіана — 56 543). Медіана доходів становила 42 170 доларів для чоловіків та 39 930 доларів для жінок. За межею бідності перебувало 17,8 % осіб, у тому числі 27,8 % дітей у віці до 18 років та 13,5 % осіб у віці 65 років та старших.
Цивільне працевлаштоване населення становило 6697 осіб. Основні галузі зайнятості: освіта, охорона здоров'я та соціальна допомога — 24,9 %, науковці, спеціалісти, менеджери — 10,8 %, роздрібна торгівля — 10,3 %, мистецтво, розваги та відпочинок — 10,1 %.